# Point origine machine
 (mai 2023).
Si vous disposez d'ouvrages ou d'articles de référence ou si vous connaissez des sites web de qualité traitant du thème abordé ici, merci de compléter l'article en donnant les références utiles à sa vérifiabilité et en les liant à la section « Notes et références ».
Le point origine machine (POM) est l'origine d'un axe de déplacement d'une machine à commande numérique (un POM par axe). Il est presque toujours matérialisé par un capteur de position physique. Lors de la prise d'origine, l'opérateur fait déplacer la machine en commande manuelle et au contact du capteur, la machine s'arrête : elle vient d'acquérir son origine. À partir de ce moment, les déplacements seront quantifiés par rapport à cette origine fixe.
Les POM sont réalisés à chaque allumage de la machine et régulièrement ensuite. Plus la machine est stable et fiable, moins fréquentes sont les POM (au point que souvent, les POM sont réalisés lors des étapes de maintenance préventive (planifiées)).